# Georg Haner

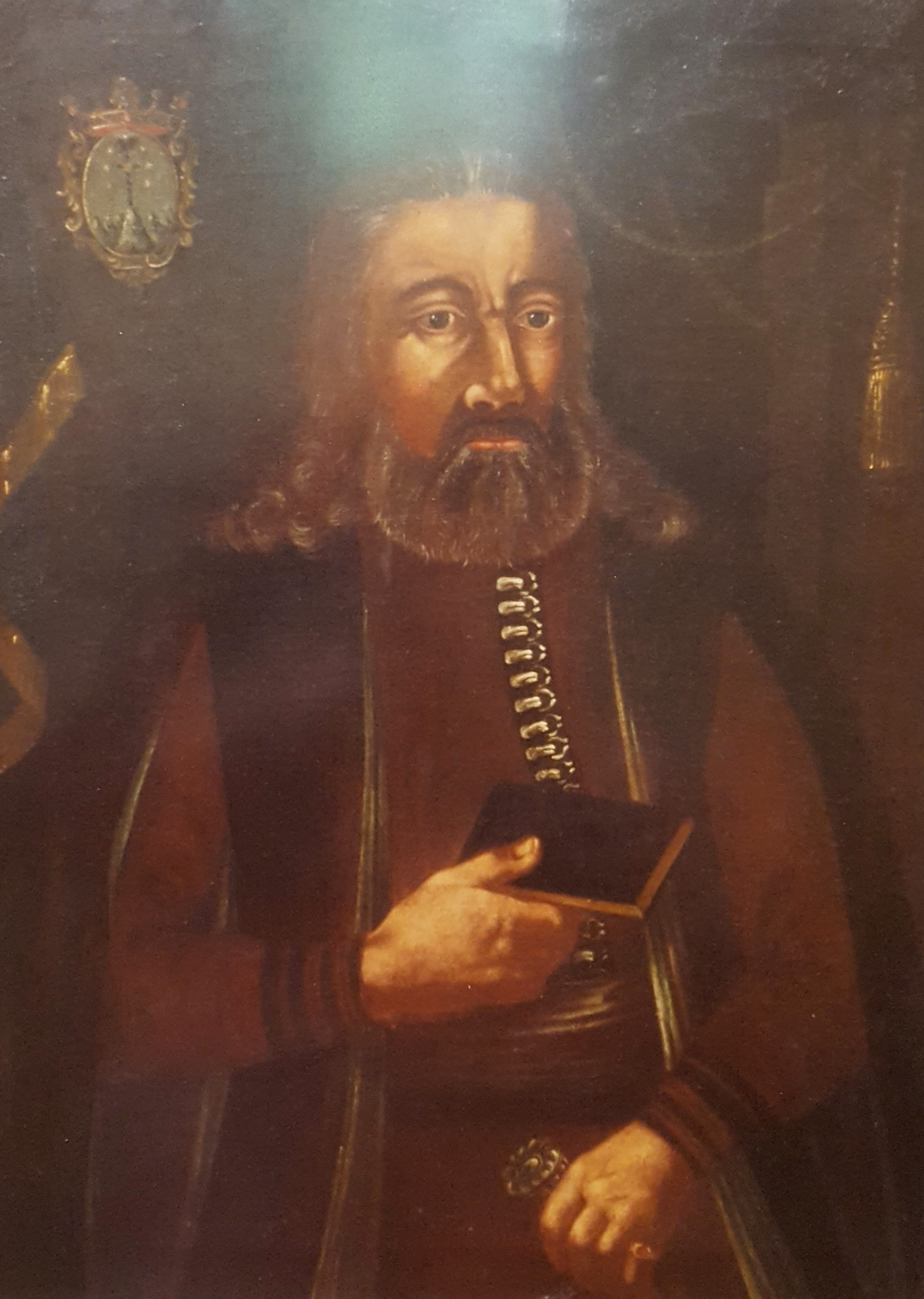
Georg Haner

Georg Haner (* 28. April 1672 in Schäßburg, Siebenbürgen; † 15. Dezember 1740 in Birthälm) war ein siebenbürgischer lutherischer Theologe und Kirchenhistoriker.

## Leben
Nach dem Abitur an der Bergschule Schäßburg studierte Haner ab dem 5. April 1691 an der  Universität Wittenberg. Dort hatte er unter anderem bei Theodor Dassov, Johann Deutschmann, Konrad Samuel Schurzfleisch, sowie Valentin Ernst Löscher die Vorlesungen besucht und sich am 13. Oktober 1692 den akademischen Grad eines Magisters an der philosophischen Fakultät erworben. In Wittenberg verfasste er sein erstes Werk, über die siebenbürgische Kirchengeschichte, das heute immer noch als Quellenwerk geschätzt wird.
Nachdem er in Wittenberg auch Vorlesungen gehalten hatte, eine Feldpredigerstelle ausgeschlagen hatte, zog es ihn zurück in seine Heimatstadt. Dort übernahm er im Januar 1695 die Stelle des Rektors des Gymnasiums, das unter seiner Führung einen blühenden Aufschwung erlebte. 1698 übernahm er dort eine Predigerstelle und ging 1701 als Pfarrer nach Trappold. Nachdem er 1706 die Pfarrei in Keisd, 1708 in Groß-Schenk, 1713 in Mediasch besetzt hatte, wurde er 1736 Pfarrer von Birthälm und Bischof der evangelischen Landeskirche im sächsischen Siebenbürgen. Als Vertreter der lutherischen Orthodoxie trat er gegen den Pietismus auf.

## Werkauswahl
- Historia ecclesarum Transsilvanicarum, inde a premis populorum originibus ad haec usque tempora et fide dignissimis manuscriptis IV libris delineata auctore M. Georgio Haner. Francofurti & Lipsiae apud Joh. Christoph. Fölginer. Anno 1694, 4. Bd.
- Notabene majus pastoris Saxo-Transilvani et Augustanae confessioni invariatae ore et corde addicti in tres partes divisum 3 Bde.